# Épénancourt
Épénancourt település Franciaországban, Somme megyében. Lakosainak száma 126 fő (2022. január 1.). Épénancourt Cizancourt, Ennemain, Falvy, Licourt, Morchain, Pargny és Saint-Christ-Briost községekkel határos.

## Népesség
A település népességének változása:
| Lakosok száma | 120  | 122  | 124  | 123  | 124  | 124  | 124  | 124  | 126  |
|               | 2013 | 2015 | 2016 | 2017 | 2018 | 2019 | 2020 | 2021 | 2022 |